# Шум на Джонсън–Найкуист
„Шумът на Джонсън–Найкуист“ (термичен шум, „Шум на Джонсън“ (John B. Johnson) или Шум на Найкуист (Harry Nyquist)) е вид електронен шум, образуван от термичното възбуждан на носителите на заряд (обикновено електрони) във вътрешността на електрически проводник в равновесие, което се случва независимо от това дали е приложено напрежение.
Термичният шум е приблизително бял шум, което означава че спектралната плътност на мощността е почти еднаква в целия честотен спектър. Допълнително амплитудата на сигнала има функция с почти Гаусова плътност на вероятността.

## История
Този тип шум е бил измерен първо от Джон Б. Джонсън в Bell Labs през 1928. Той описал своите открития на Хари Найкуист, също от Bell Labs, които могъл да обясни резултатите.

## Напрежение и мощност на шума
Термичният шум е различен от статичния шум, които се състои от допълнителни флуктуации на тока, които съществуват, когато е приложено напрежение и започва да протича макроскопичен ток. В общия случай горната дефиниция засяга носители на заряд в проводяща среда от произволен тип (например йони в електролит), не само резистори. Той може да бъде представен като източник на напрежение, представляващ шума на неидеален резистор, свързан успоредно с идеален безшумен резистор.
Мощността на спектралната плътност или дисперсията на напрежението на херц от честотния диапазон е даден чрез
{\displaystyle {\bar {v_{n}^{2}}}=4k_{B}TR},
където kB е константа на Болцман в джаула на келвин, T е абсолютната температура на резистора в келвини, а R е стойността на резистора в омове (Ω). Използвай това уравнение за бързи изчисления:
{\displaystyle {\sqrt {\bar {v_{n}^{2}}}}=0.13{\sqrt {R}}~\mathrm {nV} /{\sqrt {\mathrm {Hz} }}.}
Например резистор 1 kΩ в стайна температура 300 K има
{\displaystyle {\sqrt {\bar {v_{n}^{2}}}}={\sqrt {4\cdot 1.38\cdot 10^{-23}~\mathrm {J} /\mathrm {K} \cdot 300~\mathrm {K} \cdot 1~\mathrm {k} \Omega }}=4.07~\mathrm {nV} /{\sqrt {\mathrm {Hz} }}}.
За даден честотен диапазон ефективната (средноквадратната) стойност на напрежението {\displaystyle v_{n}}, е дадено чрез
{\displaystyle v_{n}={\sqrt {\bar {v_{n}^{2}}}}{\sqrt {\Delta f}}={\sqrt {4k_{B}TR\Delta f}}},
където Δf е честотният диапазон (в херца), в който е измерван шумът. За резистор 1 kΩ в стайна температура и честотен диапазон от 10 kHz, ефективното напрежение на шума е 400 nV. Практично правило за запаметяване е че 50 Ω в 1 Hz честотна лента отговарят на 1 nV шум при стайна температура.
Резистор, свързан на късо във верига, отделя шум с мощност:
{\displaystyle P={\bar {v_{n}^{2}}}/R=4k_{B}\,T\Delta f.}
Шумът, генериран от резистора, може да премине в останалата част на веригата; Максимален трансфер на шума става при допасване на импеданса, когато еквивалентното съпротивление на Тевенин за останалата част от веригата е равно на съпротивлението, генериращо шум. В този случай всяко едно от двете участващи съпротивления разсейва шум в себе си и в другото съпротивление. Тъй като само половината от напрежението на източника пада върху всяко от тези съпротивления, получената мощност на шума е дадена чрез
{\displaystyle P=k_{B}\,T\Delta f},
където P е мощността на термичния шум във ватове, като това е независимо от съпротивлението, генериращо шум.

## Шум в децибели
Мощността на сигнала е често измервана в dBm (децибел в отношение към 1 миливат, приемайки товар от 50 ома). За горното уравнение мощността на шума в съпротивлението при стайна температура в dBm, е:
{\displaystyle P_{\mathrm {dBm} }=10\ \log _{10}(k_{B}T\Delta f\times 1000)},
където фактор от 1000 присъства, защото мощността е дадена в миливатове вместо във ватове. Това уравнение може да бъде опростено чрез разделянето на константните части от честотната лента:
{\displaystyle P_{\mathrm {dBm} }=10\ \log _{10}(k_{B}T\times 1000)+10\ \log(\Delta f)},
което обикновено се среща опростено така:
{\displaystyle P_{\mathrm {dBm} }=-174+10\ \log _{10}(\Delta f)}
Мощността на шума в различните честотни ленти така е лесно да бъде сметната:
| Честотна лента | Мощност  | Забележки                      |
| -------------- | -------- | ------------------------------ |
| 1 Hz           | −174 dBm |                                |
| 10 Hz          | −164 dBm |                                |
| 1000 Hz        | −144 dBm |                                |
| 10 kHz         | −134 dBm | FM канал на приемо-предавател  |
| 1 MHz          | −114 dBm |                                |
| 2 MHz          | −111 dBm | Канал на комерсиалния GPS      |
| 6 MHz          | −106 dBm | Канал на аналоговата телевизия |
| 20 MHz         | −101 dBm | Канал на WLAN 802.11           |
Действителното количество термичен шум, прието от радиоприемник, имащ входен импеданс 50 Ω, свързан към антена със излъчвателно съпротивление 50 Ω, ще бъде определено от разчета на шума (NF – на английски: noise figure) както следва:
{\displaystyle P_{\mathrm {SP} }(dB)=P_{\mathrm {SR} }(dB)+10\ \log _{10}(10^{NF/10}-1)}
или
{\displaystyle P_{\mathrm {SP} }=P_{\mathrm {SR} }(10^{NF/10}-1).\,}
Тук PSP – ШУМ НА ПРИЕМНИКА е шумът, генериран в самия приемник. PSR – ШУМ НА РЕЗИСТОРА е стойност от таблицата по-горе за термичен шум на резистор. NF е в dB. Десет повдигнато на степен NF/10 е наречено фактор на шума и е просто линейна версия на разчета на шума. Изваждаме единица от фактора на шум, понеже фактор на шума 1 е идеален приемник (който не вкарва шум в сигнала). Факторът на шум е дефиниран по този начин, понеже в лабораторията е измерван чрез свързване на резистор към входа на приемника и сравнение на изходния шум с това, което някой би очаквал, ако просто шумът на резистора е усилен със степента на усилване на приемника. Отношение, равно на 1 между измерения изходен шум в числителя и степента на усилване, умножена по термичния шум на резистора в знаменателя, означава, че приемникът не е добавил собствен шум към входния сигнал.
Излъчвателното съпротивление на антената не превръща мощността в топлина, така че не е източник на термичен шум. То разсейва мощност във вид на електромагнитно излъчване. Така че ако входящото излъчване към антената е излъчване на черно тяло при температура еднаква с тази на антената, тогава то ще внесе шум по същия начин, по който би внесло излъчвателното съпротивление, което е съгласно с нулевия закон на термодинамиката, приложен спрямо обкръжаващата среда, антената и електромагнитното излъчване. В подземна пещера или мина антената би била обкръжена от земя, която е непропусклива за излъчването, и така излъчвателното съпротивление би водило до термичен шум.
По същия начин товарният импеданс на входа на приемника не е директно отговорен за приет шум. В такъв случай е наистина възможно и дори е обичайно за един приемник да има фактор на шума по малък от 2 (или разчета на шум по малък от 3 dB, което е равнозначно).
Например при канал с широчина 6 MHz, какъвто е телевизионният канал, приетият сигнал ще конкурира с малкото количество енергия генерирано от стайната температура във входния блок на приемника, който за телевизионен приемник с разчет на шум 3 dB ще е −106 dBm, или една четиридесета от пиковат. За телевизор с разчет на шум 1 dB, мощността на шума ще бъде −112 dBm. Действителният източник на този шум е комбинация от термичен шум в съществуващите съпротивления на кабелите и полупроводниците, термичен шум в други внасящи загуби устройства като трансформаторите, както и статичен шум.
Честотна лента 6 MHz може да е 6 MHz между 54 и 60 MHz (отговаряща на телевизионен канал 2) или 6 MHz между 470 MHz и 476 MHz (отговаряща на телевизионен канал СВЧ 14) или всеки други 6 MHz в спектъра по същия начин. Честотната лента на който и да е канал, не трябва да е обърквана с честотата на излъчване на канала. Например честотата на излъчване на канала може да бъде висока като 2450 MHz за сигнала WIFI, но истинската широчина на канала може да е само 20 MHz, и тези 20 MHz ще бъдат правилната стойност за употреба при пресмятането на шума на Джонсън–Найкуист.
Твърде възможно е да се детектира сигнал, чиято амплитуда е по-малка от шума, съдържащ се в неговата честотна лента.
Глобалната система за позициониране (GPS) и системата ГЛОНАСС имат амплитуда на сигнала, който е по-малък от приетия шум в типичен приемник на ниво на Земята. В случая на GPS, приетият сигнал има мощност −133 dBm. Най-новата серия спътници имат по-мощен излъчвател. За постигането на това постижение GPS използва техниките на широколентовия спектър, докато някои други комуникационни системи използват кодиране с контрол на грешките. Все пак съществува фундаментална граница за възможността за разпознаване на значението на сигнала сред шума, дадена чрез теоремата на Шанон – Хартлей.

## Шум на тока
Източника на шум може да бъде моделиран и чрез източник на ток, свързан успоредно с резистор, използвайки еквивалентна „Схема на Нортън“, при което е необходимо само да се раздели на R. Това дава средноквадратната (ефективна) стойност на токовия източник като:
{\displaystyle i_{n}={\sqrt {{4k_{B}T\Delta f} \over R}}.}
Термичният шум е присъщ на всички резистори и не е признак на лошо проектиране или производство, въпреки че резисторите могат също да имат и над нормален шум.

## Термичен шум на кондензатори
Термичният шум на кондензаторите е наричан още kTC шум. Термичният шум в RC верига има обикновено опростено изразяване, тъй като стойността на съпротивлението (R) отпада от уравнението. Това е така, понеже голям R води до повече филтриране, но и до повече шум. Честотната лента на RC верига е 1/(4RC), което може да се постави в горната формула за премахването на R. Квадратът на средноквадратното, и средноквадратното напрежение на шума, генерирани в такъв филтър са:
{\displaystyle {\bar {v_{n}^{2}}}=k_{B}T/C}
{\displaystyle v_{n}={\sqrt {k_{B}T/C}}.}
Термичният шум се смята за 100% kTC шум, все едно дали е обясняван чрез съпротивлението или чрез капацитета.
В изключителни случай на шум при изключване, оставащ на кондензатора при идеалното прекъсване на веригата, съпротивлението е безкрайно, но формулата все още действа; в този случай средноквадратната стойност трябва да се интерпретира не като средна стойност във времето, а като средна стойност на много такива прекъсвания на веригата, тъй като напрежението е постоянно при нулева честотна лента. В този смисъл шумът на Джонсън на RC верига може да бъде разглеждан като присъщ ефект на термодинамичното разпределение на броя електрони в кондензатора, дори без участието на резистор.
Шумът не произлиза от самия кондензатор, а от термодинамичното равновесие на количеството заряд в кондензатора. След като кондензатора е изключен от токовата веригата, термодинамичната флуктуация бива замразена в произволна стойност със стандартно отклонение както по-горе.
Шумът при изключване на кондензаторните сензори често бива ограничителен източник на шум, например при сензорите за образ. Бивайки разновидност на шум от напрежението, шумът на изключване на кондензатора също може да бъде измерван тъй като стандартното отклонение на електрическия заряд е:
{\displaystyle Q_{n}={\sqrt {k_{B}TC}}.}
Понеже дисперсията на заряда е {\displaystyle k_{B}TC}, този шум често е наричан kTC шум.
Всяка система в термично равновесие притежава величини на състоянието със средна енергия kT/2 на степен на свобода. Използвайки формулата за енергия на кондензатор (E = ½CV2), средната енергия на шума на кондензатора може да бъде разглеждана като ½C(kT/C), или като kT/2. Термичният шум на кондензатор може да бъде изведен от тази зависимост без участието на съпротивление.
Шумът kTC е доминиращ източник на шум при малките кондензатори.
| Капацитет | {\displaystyle {\sqrt {k_{B}T/C}}} | Електрона |
| --------- | ---------------------------------- | --------- |
| 1 fF      | 2 mV                               | 12.5 e–   |
| 10 fF     | 640 µV                             | 40 e–     |
| 100 fF    | 200 µV                             | 125 e–    |
| 1 pF      | 64 µV                              | 400 e–    |
| 10 pF     | 20 µV                              | 1250 e–   |
| 100 pF    | 6.4 µV                             | 4000 e–   |
| 1 nF      | 2 µV                               | 12500 e–  |

## Шум при много високи честоти
Горните уравнения са добри приближения за всяка радиочестота, която се използва (например честоти под 80 гигахерца). В по-общия случай, който включва и оптичните честоти, мощността на спектралната плътност на напрежението върху резистора R, в V2/Hz е дадено чрез:
{\displaystyle \Phi (f)={\frac {2Rhf}{e^{\frac {hf}{k_{B}T}}-1}}}
където f е честотата, h константа на Планк, kB константа на Болцман и T температурата в келвини. Ако честотата е достатъчно ниска, тоест:
{\displaystyle f\ll {\frac {k_{B}T}{h}}}
(това условие е валидно до няколко терахерца в стайна температура) тогава експонента може да се изрази чрез сериите на Тейлър. Тогава тази зависимост става:
{\displaystyle \Phi (f)\approx 2Rk_{B}T}.
Обикновено двете R и T зависят от честотата. За да се изчисли целият шум, е достатъчно да интегрираме по цялата честотна лента. Тъй като сигналът е реален, може да се интегрира само по положителните честоти, след което да се умножи по 2. Приемайки че R и T са постоянни в целия честотен диапазон {\displaystyle \Delta f}, тогава средно квадратната (ефективната) стойността на напрежението върху резистора поради термичния шум е дадено чрез
{\displaystyle v_{n}={\sqrt {4k_{B}TR\Delta f}}},
тоест същата формула както по-горе.